# Lago Tarahuín

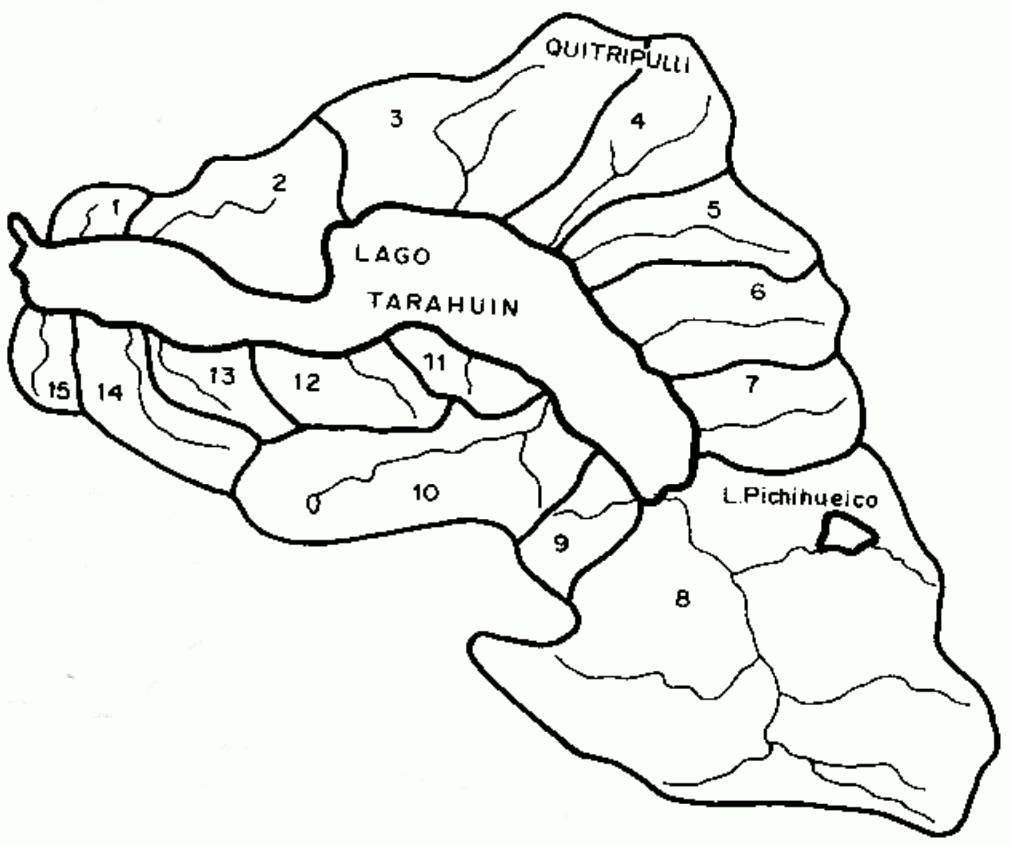
Cuenca hidrográfica del lago Tarahuín.

El lago Tarahuín es una masa de agua superficial ubicada en la comuna de Chonchi, en el centro de la Isla Grande de Chiloé. Junto con los lagos Cucao, Huillinco y Tepuhueico, forma la mayor cuenca lacustre del archipiélago de Chiloé —cuyas aguas desembocan en la bahía de Cucao, en la costa occidental de la isla, a través del río del mismo nombre. 

## Ubicación y descripción
Su espejo de agua abarca 7,9 km² y su cuenca hidrográfica 5 veces mayor. Su profundidad máxima y media es de tan solo 33 y 22,2 m, respectivamente. Su tiempo de renovación es de 2,7 a 4,6 años.: 27 
El lago drena las pendientes orientales (que comprenden 38,2 km²) de la cuenca del río Cucao. Tiene una forma de una L mayúscula invertida y desagua por su extremo oeste en el río Tarahuín, que desemboca en el río Bravo proveniente del sur, y que a su vez desemboca en el lago Huillinco.: 569 

## Hidrología
Tiene características exorreicas, es de origen pluvial.: 33 
Sobre los lagos Natri, Tarahuín, Tepuhueico, Huillinco y Cucao existe, excepcionalmente, un acabado estudio de sus condiciones hidrográficas en el A study of the river basins and limnology of ﬁve humic lakes on Chiloé Island publicado en la Revista Chilena de Historia Natural en diciembre de 2003 por Oscar Parra, Stefan Woelf y Edilia Jaque Castillo.
Del estudio se tienen los siguientes datos de la morfología de los cuerpos de agua:
| | Natri    | Tepuhueico | Tarahuín | Huillinco | Cucao    |
| Latitud | 42°47’ S | 42°47’ S   | 42°43’ S | 42°40’ S  | 42°38’ S |
| Longitud | 73°50’ W | 73°58’ W   | 73°45’ W | 73°57’ W  | 74°40’ W |
| Altitud (m) | 39.0     | 25.0       | 66.0     | 13.0      | 10.0     |
| Volumen (km³) | 0.273    | 0.128      | 0.170    | 0.395     | 0.127    |
| Área del espejo de agua (Ao) (km²) | 7.8      | 14.3       | 7.71     | 9.1       | 10.6     |
| Área drenaje (Ad) (km²) | 46.5     | 182.1      | 38.1     | 529.8     | 33.2     |
| Largo máximo (lm) (km) | 6.3      | 5.2        | 6.4      | 8.1       | 7.9      |
| Ancho máximo (bm) (km) | 1.3      | 3.1        | 1.5      | 3.2       | 1.8      |
| Ancho mínimo (km) | 0.6      | 1.9        | 0.5      | 0.8       | 0.7      |
| Ancho promedio (b) (km) | 1.2      | 2.5        | 0.9      | 1.9       | 1.1      |
| Profundidad máxima (Zm) (m) | 58.0     | 25.0       | 33.0     | 47.0      | 25.0     |
| Profundidad promedio (Z) (m) | 35.0     | 9.0        | 22.2     | 20.7      | 12.0     |
| Profundidad relativa (Zr) (%) | 1.8      | 0.6        | 1.1      | 1.0       | 0.7      |
| Perímetro (L) (km) | 16.4     | 24.7       | 20.0     | 25.9      | 22.9     |
| Coeficiente de perímetro (DL)* | 1.7      | 1.8        | 2.0      | 1.7       | 2.0      |
| Ad/Ao | 6.0      | 12.7       | 4.9      | 27.7      | 3.1      |
| Proporción profundidad media a máxima Z:Zm | 0.6      | 0.4        | 0.7      | 0.4       | 0.5      |
| Desarrollo del volumen* | 1.8      | 1.1        | 2.0      | 1.3       | 1.4      |
| - El coeficiente de perímetro es la proporción entre el perímetro del lago y el perímetro de una circunferencia con igual área que el lago. Toma el valor 1 para un lago perfectamente circular. {\textstyle D_{L}={\frac {L}{2{\sqrt {\pi A}}}}}, con {\textstyle D_{L}} es el coeficiente, {\displaystyle L} es el perímetro del lago, y {\displaystyle A} es el área del lago. - El desarrollo del volumen es una medida de la diferencia entre la forma del lago (cuerpo de agua) y la de un cono: Dv = 3 Z÷ Zmax |          |            |          |           |          |

La isla de Chiloé tiene precipitaciones anuales de entre 2000 a 2500 mm, una humedad relativa de 84 % y una temperatura promedio histórico de 10,5 °C con mínimo y máximo de 6,9 °C y 14,2 °C respectivamente.: 564 

## Población, economía y ecología
El lago Tarahuín tiene 2 concesiones para acuicultura, las que no están en funcionamiento desde el año 2013.: 27 

### Estado trófico
La eutrofización es el envejecimiento natural de cuerpos lacustres (lagos, lagunas, embalses, pantanos, humedales, etc.) como resultado de la acumulación gradual de nutrientes, un incremento de la productividad biológica y la acumulación paulatina de sedimentos provenientes de su cuenca de drenaje.: 4  Su avance es dependiente del flujo de nutrientes, de las dimensiones y forma del cuerpo lacustre y del tiempo de permanencia del agua en el mismo.: 24  En estado natural la eutrofización es lenta (a escala de milenios), pero por causas relacionadas con el mal uso del suelo, el incremento de la erosión y por la descarga de aguas servidas domésticas entre otras, puede verse acelerado a escala temporal de décadas o menos.: 4  Los elementos más característicos del estado trófico son fósforo, nitrógeno, DBO5 y clorofila y la propiedad turbiedad.
Existen diferentes criterios de clasificación trófica que caracterizan la concentración de esos elementos (de menor a mayor concentración) como: ultraoligotrófico, oligotrófico, mesotrófico, eutrófico, hipereutrófico. Ese es el estado trófico del elemento en el cuerpo de agua. Los estados hipereutrófico y eutrófico son estados no deseados en el ecosistema, debido a que los bienes y servicios que nos brinda el agua (bebida, recreación, higiene, entre otros) son más compatibles con lagos de características ultraoligotróficas, oligotróficas o mesotróficas.: 14 
Los lagos de la Isla grande de Chiloé han sido caracterizados como ligeramente ácidos (pH<7), con niveles de nutrientes de carácter eutrófico, de poca profundidad (entre 10 y 60 m), de reducido tamaño y, por ende, de pequeños volúmenes de agua, lo que hace que no se estratifiquen térmicamente.: 30  Sin embargo, otra publicación le asigna  una condición mesotrófica para el periodo estacional primavera en toda su columna de agua.: 34 